# Association of Chartered Certified Accountants

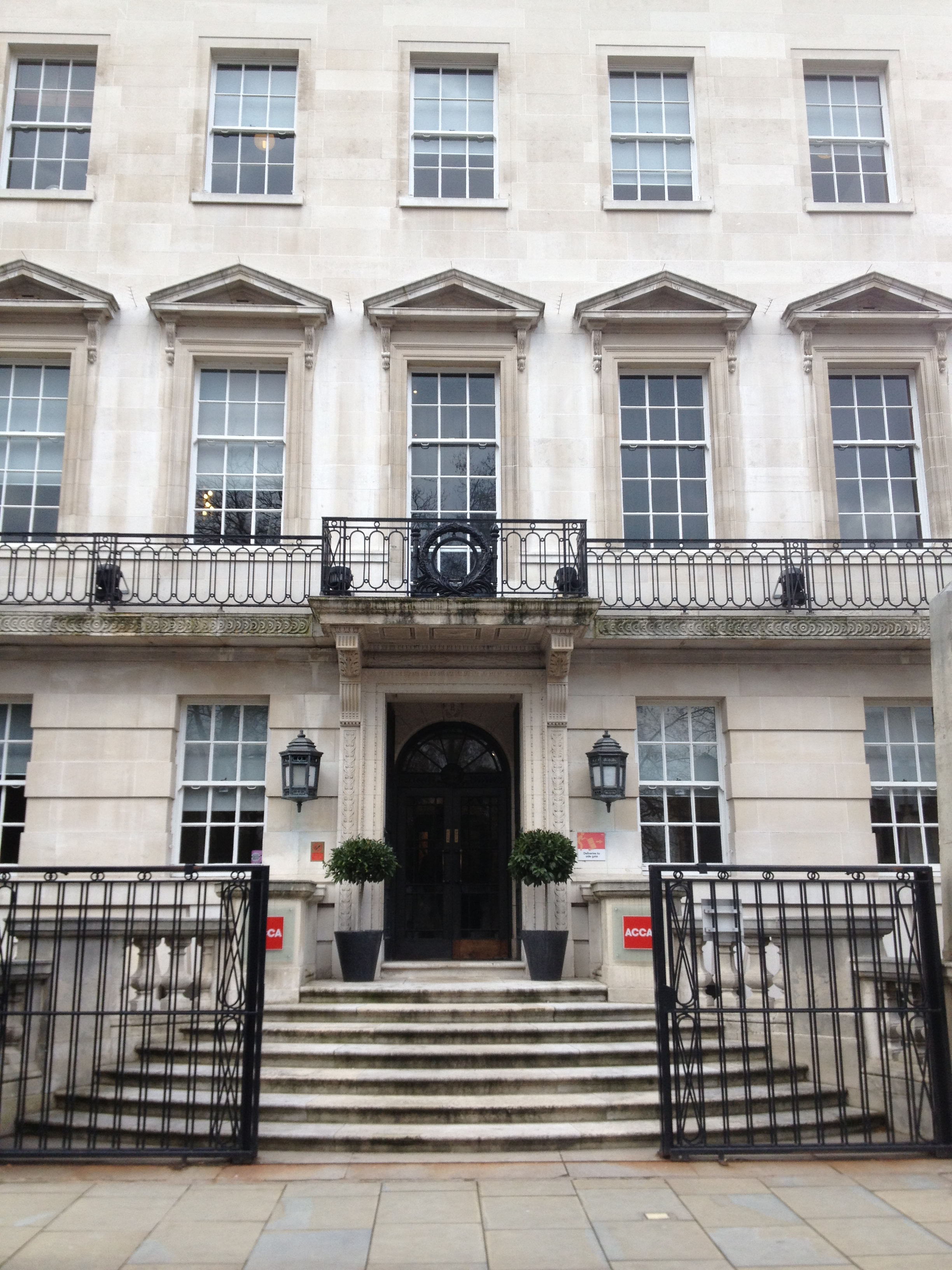

Association of Chartered Certified Accountants, ACCA – międzynarodowa organizacja zrzeszająca specjalistów z zakresu finansów, rachunkowości i zarządzania. Według stanu z sierpnia 2023 ACCA ma na całym świecie w 181 krajach 247 tysięcy członków i 526 tysięcy studentów. ACCA ma swoje główne biuro w Londynie podczas gdy administracja znajduje się w Glasgow w Wielkiej Brytanii.

## Historia
Początki ACCA sięgają w 1904 roku, gdy 8 założycieli sformowało London Association of Accountants. Po wielu zmianach w organizacji w 1996 roku ostatecznie przyjęła ona nazwę Association of Chartered Certified Accountants.

## Przyznawane tytuły
ACCA nadaje następujące uprawnienia:
- CAT, Certified Accounting Technician (Licencjonowany Technik Księgowości) – aby uzyskać tytuł CAT, należy zdać kombinację 9 egzaminów oraz posiadać 1 rok doświadczenia uzyskanego przed, w trakcie lub po zakończeniu egzaminów.
- ACCA – aby zostać członkiem stowarzyszonym (Affiliate), należy zdać lub być zwolnionym z 14 egzaminów. Można być zwolnionym z maksymalnie 9 egzaminów. Aby zostać członkiem pełnym ACCA. należy ponadto zdać moduł o etyce w zawodzie, mieć co najmniej 3 udokumentowane lata doświadczenia w zawodzie oraz wypełnić 13 tzw. performance objectives.
- Licencjat w Stosowanej Rachunkowości (Applied Accounting) – przyznawany wspólnie z Oxford Brooks University w Wielkiej Brytanii.
- MBA (Master of Business Administration) – przyznawany wspólnie z Oxford Brooks University.

## Egzaminy ACCA
Aby uzyskać tytuł stowarzyszonego członka ACCA, należy zdać (lub być zwolnionym) 13 egzaminów i zaliczyć moduł online „Ethics and Professional Skills”.
- Moduł „Applied Knowledge” – obejmuje podstawowe zagadnienia związane z rachunkowością, zarządzaniem finansami oraz biznesem.

BT – Business and Technology (Biznes i Technologia)
MA – Management Accounting (Rachunkowość Zarządcza)
FA – Financial Accounting (Rachunkowość Finansowa)
- Moduł „Applied Skills” – skupia się na bardziej zaawansowanych zagadnieniach, takich jak podatki, audyt czy sprawozdawczość finansowa.

LW – Corporate and Business Law (Prawo Biznesowe i Prawo Przedsiębiorstw)
PM – Performance Management (Ocena Zyskowności)
TX – Taxation (Podatki)
FR – Financial Reporting (Raportowanie Finansowe)
AA – Audit and Assurance (Audyt i Usługi Audytorskie)
FM – Financial Management (Zarządzanie Finansami)
- Moduł „Strategic Professional” – najwyższy poziom egzaminów, obejmujący zarówno obowiązkowe, jak i opcjonalne moduły związane ze strategią, zarządzaniem ryzykiem czy zarządzaniem finansami.

Essentials (dwa egzaminy obowiązkowe):
SBL – Strategic Business Leader
SBR – Strategic Business Reporting
Options (do wyboru 2 z 4 poniższych):
AFM – Advanced Financial Management (Zaawansowane Zarządzanie Finansami)
APM – Advanced Performance Management (Zaawansowana Ocena Zyskowności)
ATX – Advanced Taxation (Zaawansowane Zagadnienia Podatkowe)
AAA – Advanced Audit and Assurance (Zaawansowany Audyt)

## ACCA w Polsce
Przedstawicielstwo ACCA działa w Polsce od 2004 roku. Jego działalność skupia się głównie na promocji kwalifikacji ACCA, szerzeniu wiedzy z zakresu finansów, tworzeniu dobrych praktyk oraz dzieleniu się nimi ze środowiskiem finansistów. Organizacja wspiera i aktywizuje studentów oraz członków ACCA. ACCA Polska jest również organizatorem CFO European Summit – corocznej konferencji dla osób zarządzających finansami największych firm i instytucji w Polsce i Europie.